# Margarya monodi
Margarya monodi е вид коремоного от семейство Viviparidae. Видът е критично застрашен от изчезване.

## Разпространение
Разпространен е в Китай (Юннан).